# Tiskárna (podnik)
Tiskárna je společnost nebo objekt produkující tištěné výrobky.
Tiskárny se rozlišují podle:
- druhu výrobku (např. tisk deníků, časopisů a knih, potisk obalů, velkoformátový tisk)
- podle použité technologie (např. hlubotisk, kotoučový ofset, archový ofset).

Hranice jsou nejasné, protože tiskárny často nabízejí několik typů produktů a používají různé tiskové techniky. Samostatným odvětvím jsou tiskárny věnující se 3D tisku. Tiskárny též často zajišťují zpracování produktu před tiskem a po tisku.

## Historie

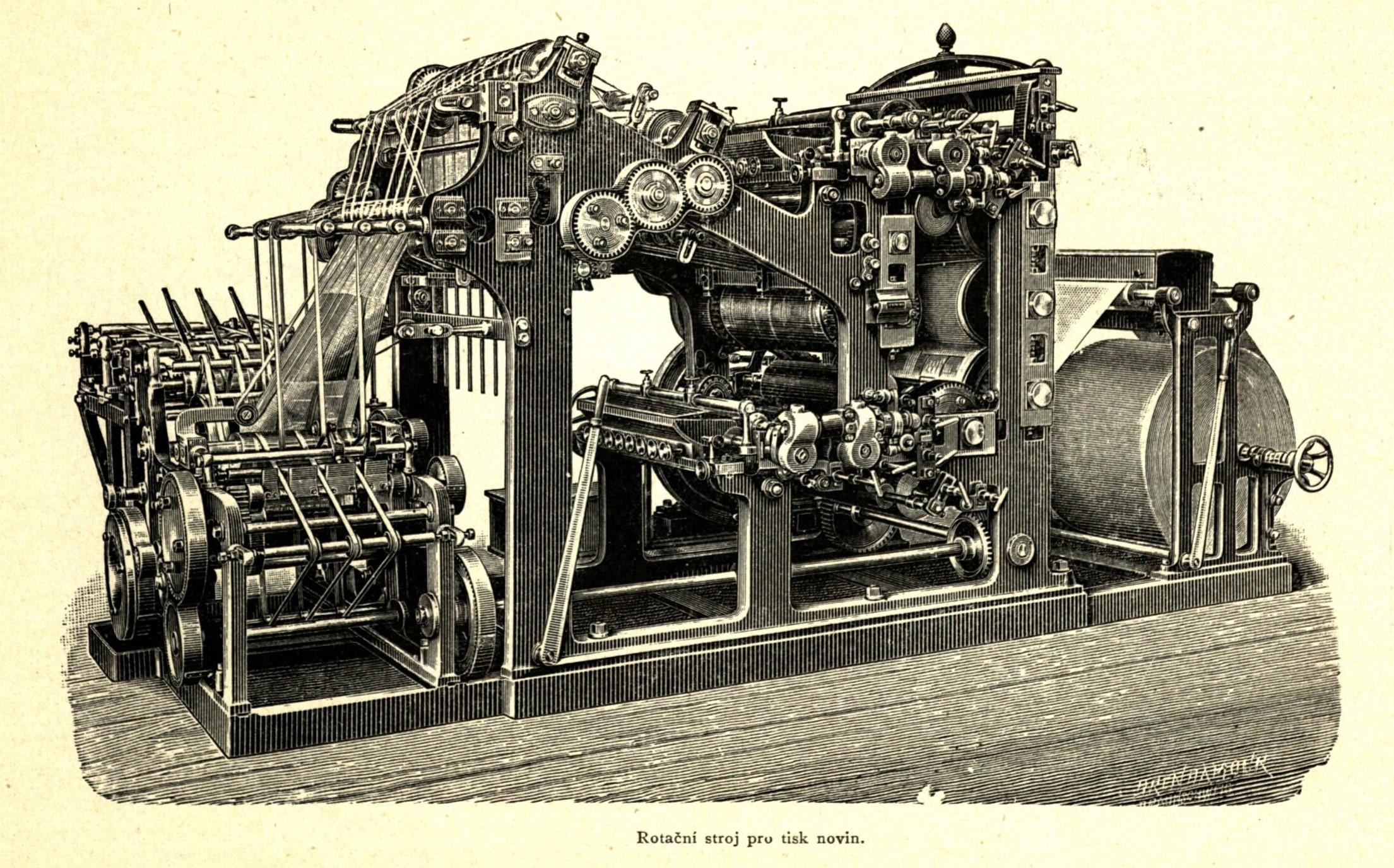
Rotační stroj na tisk novin, konec 19. stol. (repro Ottův slovník naučný 1909)

I když tisk měl své předchůdce především v Číně, za vynálezce knihtisku a zakladatele první tiskárny je oprávněně považován Johannes Gutenberg. Jeho nejstarší tisk je kalendář pro rok 1448. Převratné změny v tisku přineslo až 19. a 20. století (rotační tisk) a od konce 20. století digitalizace textu.

### Tiskárny v českých zemích
V českých zemích vznikla nejstarší tiskárna v Plzni v poslední třetině 15. století. Zde také byla vytištěna nejstarší kniha v češtině – Kronika trajánská. Další tiskárna vznikla již v 15. století ve Vimperku. V Praze je první tisk knihy prokázán v roce 1487.
V 16. století byla významná Ivančicko-kralická bratrská tiskárna, především svým vydáním Bible kralické. V Československu byl v období první republiky nejvýznamnějším tiskovým koncernem Melantrich.

## Tiskářský průmysl ve světě
Státem s největším tiskařským průmyslem jsou USA, s velkým odstupem následovány Čínou a Německem.

## Specializované tiskárny

### Tiskárny cenin
Vysoce specializované společnosti se věnují velmi malému segment trhu se zvýšeným rizikem padělání (např. tisk bankovek, kolků a poštovních známek).

### Tiskárny slepeckého písma

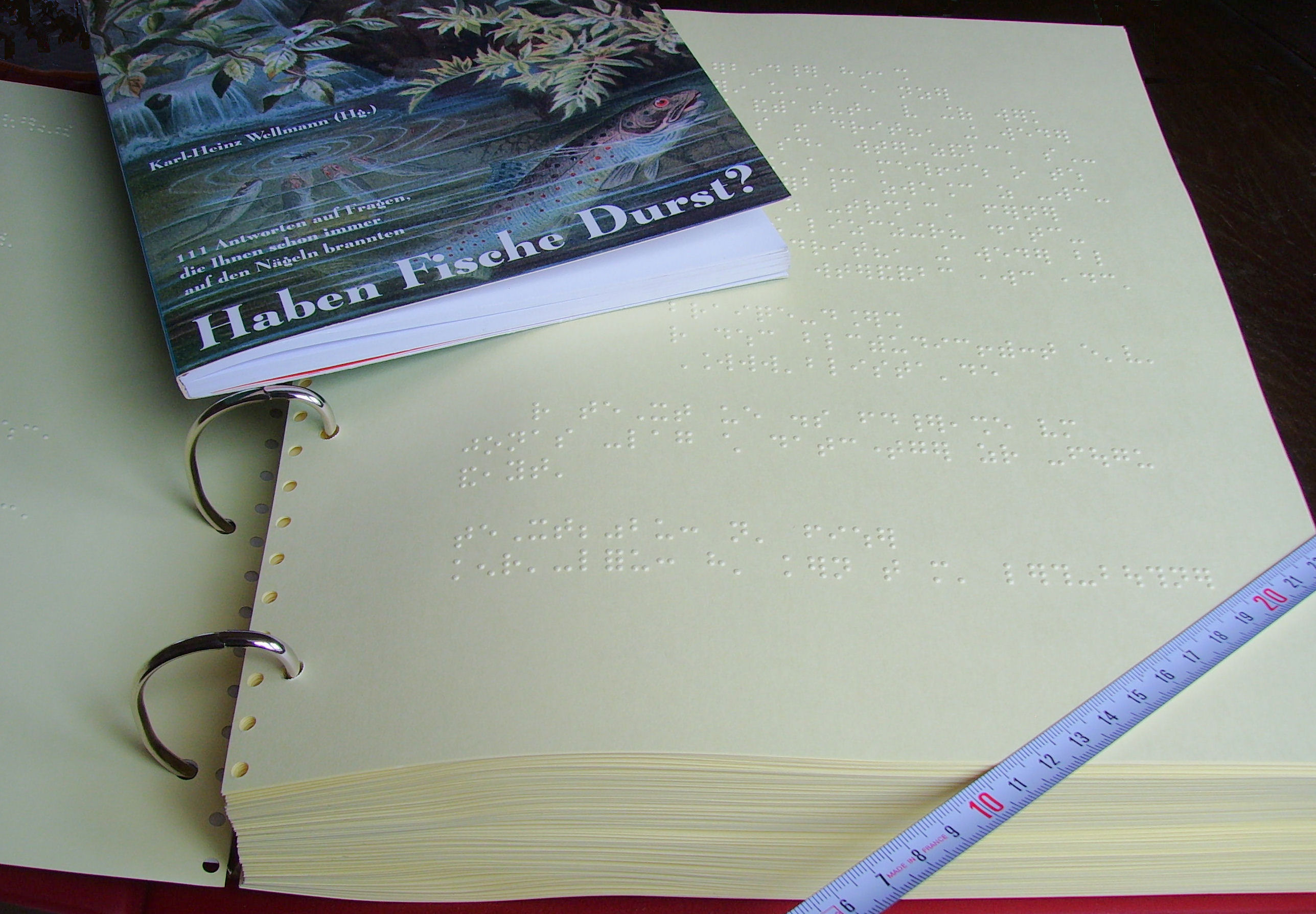
Porovnání knihy v běžném a Baillovu písmu

Zvláštním druhem tiskáren jsou tiskárny slepeckého (Braillova) písma. V Česku tento tisk zajišťuje Knihovna a tiskárna pro nevidomé K. E. Macana v Praze.

### Veřejné tiskárny
Veřejné tiskárny jsou takové, ve kterých zákazník může nechat vytisknout svůj digitálně připravený materiál na dálku, prostřednictvím mobilní aplikace. Na rozdíl od klasických (centralizovaných) tiskárenských podníků se však spíš jedná o decentralizovanou síť jednotlivých počítačových tiskáren. Očekává se též rozvoj veřejných 3D tiskáren.